# Пастрок
Па̀строк или още наричан доведен баща  е мъжът, който се явява баща на потомството на съпругата си или партньорката на родено от неин предишен брак/бракове. В този случай пастрокът не е биологичен баща  на децата. В наши дни, с напредъка на медицината, и двамата родители може да не се явяват биологични родители на децата си (сурогатно майчинство), или децата да имат общо трима родители.